# 포스탱아르캉주 투아데라
포스탱아르캉주 투아데라(프랑스어: Faustin-Archange Touadéra, 프랑스어 발음: [fostɛ̃ aʁkɑ̃ʒ twadeʁa], 1957년 4월 21일~)는 2016년 3월부터 중앙아프리카 공화국의 대통령을 역임하고 있는 중앙아프리카 공화국의 정치인이자 학자이다. 2008년 1월부터 2013년 1월까지 중앙아프리카 공화국의 총리를 지냈다. 2015년 12월~2016년 2월 대통령 선거에서 아니세조르주 돌로게레 전 총리를 상대로 한 2차 투표에서 대통령에 당선되었고, 2020년 12월 27일 재선되었다.

## 어린 시절 및 교육
투아데라는 운전사와 농부의 아들로 방기에서 태어났으며, 그의 가족은 원래 방기 북쪽의 다마라 출신이었다. 그는 방기에 있는 바르텔레미 보간다 대학교에서 중등 교육을 받았고 1976년에 방기 대학교와 아비장 대학교에 입학하기 전에 학사 학위를 받았다. 그는 1986년 프랑스의 릴 과학기술 대학교에서 다니엘 구르댕의 지도 아래 수학 박사 학위를 받았고, 2004년 카메룬의 야운데 대학교에서 마르셀 도사의 지도 아래 수학 박사 학위를 받았다.

## 학력
1987년에는 방기 대학교 수학과 조강사가 되었고, 1989년부터 1992년까지 방기 대학교 과학부 부교장을 지냈다. 말년에 그는 교원 양성 대학의 원장이 되었다. 1999년 프랑스어와 인도양의 수학 프로그램 표준화를 위한 국가 간 위원회(CIEHPM)에 가입하여 2001년부터 2003년까지 위원장을 지냈다. 2004년 5월 그는 방기 대학교 부총장이 되었다. 투아데라는 이후 2005년부터 2008년까지 대학의 총장을 지냈으며, 그 기간 동안 기업가정신 훈련 프로그램과 유클리드 컨소시엄의 설립과 같은 몇 가지 주요 이니셔티브를 시작했다.

## 정치 경력

### 총리직
2008년 1월 22일, 엘리 도테가 사임한 후, 투아데라는 프랑수아 보지제 대통령에 의해 총리로 임명되었다. 그와 함께 29명의 국가 장관, 17명의 장관, 그리고 7명의 대표들로 구성된 그의 정부는 1월 28일에 임명되었다.
2008년 12월 국민대화가 열렸고, 2009년 1월 18일 국민통합정부 수립을 준비하기 위해 보지제는 투아데라 정부를 해산했다. 투아데라는 1월 19일에 총리로 다시 임명되었다. 같은 날 늦게, 그의 새로운 31개 장관 정부가 임명되었고, 단지 10명의 장관들만이 그들의 직위를 유지했고, 많은 전직 반란군들이 2009년 지방 선거와 2010년 대통령 및 의회 투표를 준비하기 위해 새로운 라인업에 포함되었다.
2013년 1월 보지제 정부와 셀레카 반군 연합 사이의 평화 협정에 따라 보지제는 2013년 1월 12일 투아데라를 해임했다.
이후, 투아데라는 2015년 10월 대통령 선거에서 무소속 후보로 출마할 의사를 밝혔다.

#### EUCLID 참여 및 고위 관리직
2008년, 방기 대학교가 주최한 유클리드 컨소시엄 이니셔티브는 EUCLID(유클리드 대학교)라는 이름의 정부 간 대학(프랑스어: Pôle Universitaire Euclide)의 설립으로 이어졌다. 2010년 5월, 투아데라는 총리 자격으로 중앙아프리카 공화국을 위한 참여 문서에 서명했다. 그의 내각 책임자인 심플리스 사란지도 2011년 3월에 EUCLID의 본부 협정에 서명했다.
2012년 4월, 투아데라는 뉴욕에서 부룬디의 졸업 외교관을 위한 졸업식을 직접 주재했다. 총리 재임 후, 투아데라는 EUCLID의 명예직인 고위 관리인이 되었다.

### 대통령직

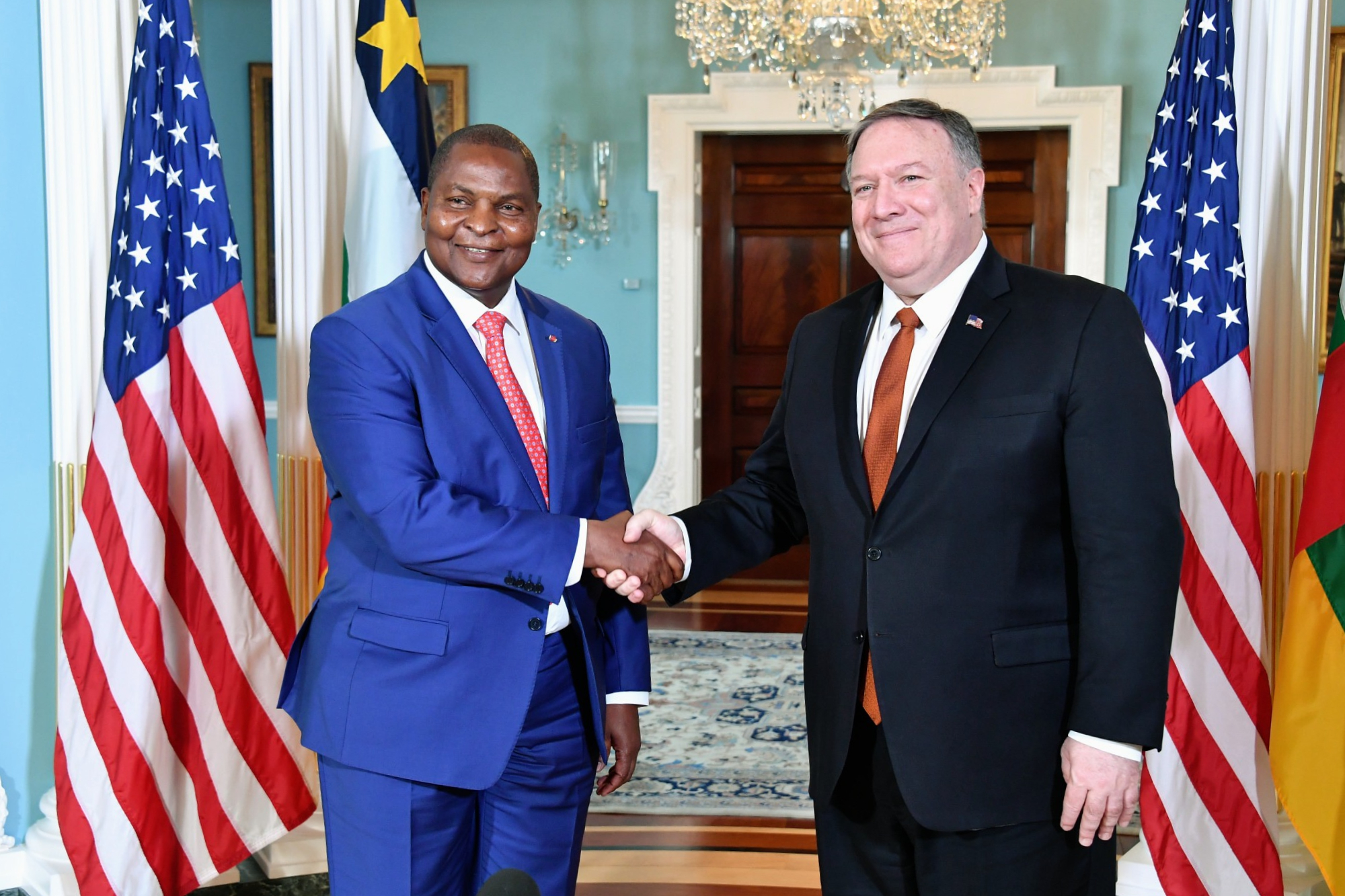
2019년 4월 11일, 마이크 폼페이오 미국 국무장관과 투아데라

투아데라는 2015년 12월~2016년 2월 대통령 선거에 후보로 출마했다. 1차 투표에서 2위를 한 후, 62%의 득표율로 승리한 2차 투표에서 패배한 대다수의 지지를 받았다. 그는 2016년 3월 30일에 취임 선서를 했다. 그 자리에서 그는 군축을 추구하며 "중앙아프리카 공화국을 통일된 나라, 평화의 나라, 개발에 직면한 나라로 만들겠다"고 다짐했다. 그는 2016년 4월 2일 심플리스 사란지를 총리로 임명했다. 사란지는 선거 기간 동안 투아데라의 선거 관리인이었고, 총리 시절에는 투아데라의 비서실장이었다.
그가 취임 선서를 한 후, 프랑스는 중앙아프리카 공화국에 대한 군사 개입을 끝낼 것이라고 확인했다. 프랑스는 약 1만 명의 유엔 평화유지군을 지원하는 상가리스 작전의 일환으로 약 2,500명의 병력을 국가에 배치했다. 프랑스의 지원 없이, 투아데라는 이제 주요 도시의 보안을 유지해야 하는 당면 과제에 직면해 있다.
중앙아프리카 공화국은 2013년에 국내총생산이 36% 감소했다. 그 이후로 경제는 천천히 성장했지만, GDP의 주요 기여자인 농업 부문은 여전히 어려움을 겪고 있고 정부는 세입을 늘리기 위해 애쓰고 있다.
2022년 12월에는 2022년 미국-아프리카 정상회의에 참석하여 조 바이든 미국 대통령을 만났다.
보도에 따르면 포스탱아르캉주 투아데라의 개인 보안 정보는 러시아의 바그너 집단의 멤버들로 구성되어 있다.

## 사생활
투아데라는 브리지트 투아데라와 마르그리트 "티나" 투아데라와 결혼했다. 보도에 따르면 두 여성 모두 막후에서 중앙아프리카 공화국의 영부인 자리를 놓고 경쟁했다고 한다. 포스탱아르캉주 투아데라는 세 명의 자녀를 두고 있다.

## 역대 선거 결과
| 선거명           | 직책명                       | 대수 | 정당         | 1차 득표율 | 1차 득표수 | 2차 득표율 | 2차 득표수 | 결과 | 당락 |
| ---------------- | ---------------------------- | ---- | ------------ | ---------- | ---------- | ---------- | ---------- | ---- | ---- |
| 2015-2016년 선거 | 중앙아프리카 공화국의 대통령 | 8대  | 무소속       | 19.05%     | 215,800표  | 62.71%     | 695,059표  | 1위  |      |
| 2020-2021년 선거 | 중앙아프리카 공화국의 대통령 | 8대  | 마음운동연합 | 53.92%     | 346,687표  |            |            | 1위  |      |